# 勇者義彥和魔王之城
《勇者義彥和魔王之城》（日语：勇者ヨシヒコと魔王の城/ゆうしゃヨシヒコとまおうのしろ）為東京電視網2011年7月8日起至09月23日止，於東京電視台的電視劇24（毎週五24:12－24:53）時段播出；由福田雄一編劇、導演，山田孝之主演的低成本、高人氣之奇幻搞笑深夜電視劇。此系列作品的第二部，是於2012年10月12日起至12月21日止的《勇者義彥和惡靈之鑰》（日语：勇者ヨシヒコと悪霊の鍵）；第三部則為睽違四年多後的2016年10月份起播出的《勇者義彥和被引導的七人》（日语：勇者ヨシヒコと導かれし七人）。本劇同時提供高畫質影像。

## 概要
本作為執導過電影《星降大洗城》的導演福田雄一擔任編劇和導演，並由山田孝之主演的「低價冒險劇」（就連片頭標題也標註是「預算很少的冒險題材電視劇」）。
播出前，在媒體報導中，是將本作定位成「勇鬥風」的戲劇，實際上勇鬥的發行商史克威爾艾尼克斯也以「協助製作」的身分出現在片尾的製作名單中，另外史萊姆以及採用原作遊戲同樣的音效等勇鬥風格十足的元素也都出現在本劇中。另外在勇者鬥惡龍系列官網中也有本作的網路連結。
另外，這部作品的構想來自於經典搞笑電影《踎低噴飯：勇奪聖杯》，所以也有許多對於這部電影的戲仿和惡搞。
宣傳台詞為「因為毫無意義，所以要去冒險。」

## 故事大綱
為人善良又單純的年輕人義彥，因為一些原因而被「邀請之劍」選為勇者。為了找到可以拯救受疾病所苦的村人們所需的草藥與為了草藥踏上旅程卻行蹤不明的父親光彥，義彥也踏上了旅程。旅行途中遇到了團藏、阿紫、梅列布三人加入成為同伴，而繼續旅行。不久之後，義彥發現了父親和草藥，正當大家以為旅程要結束時，佛祖突然出現並告訴他們，疾病發生的原因是因為魔王出現所造成，也因此讓義彥和同伴們踏上打倒魔王的旅行。

## 登場人物

### 主要人物
義彥（ヨシヒコ）
演 - 山田孝之
一位住在卡波伊村，充滿正義感的青年。基本上個性相當老實無欲，人也非常好，還有宛如笨蛋般的正直，也很會感謝別人，但讓他因此很容易被人施展魔法，中招的效果也非常高。每當遇到全新狀況時，會有驚嘆出「好厲害…」的習慣，但有時也會大聲吼叫。會作木工。是個無論如何甚麼情況之下都會選擇貓的貓派，另外隨著旅行也漸漸長出鬍子。
在選拔「勇者」的場合（能夠將插在石頭上而由和平之神所給予的傳說之劍「邀請之劍」拔出來，就能成為「勇者」），最後嘗試的義彥竟然把劍拔了出來（準確點說是「邀請之劍」剛巧掉下來），因此被選為「新的勇者」，讓他帶著這把不殺生而能夠讓敵人睡著的「邀請之劍」一同旅行。
由於天然呆外加不會看場合，所以能夠無視團藏的說教，對於不好看的女生也會直接稱她為「恐龍」；面對初次見面的天女還固執要她「把衣服脫掉」，並不斷重現這些看似幼稚的行為，但其實本人相當認真地看待事情而且沒有惡意。另外像是羨慕美列布的魔法，「安靜」的行為對他無法適用來看，也會多少有點感覺。個性老實並充滿勇者的使命，但反過來說卻有自以為是的一面，所以會有為了做好眼前的事物而拼命的時候，也會有「魔王怎麼樣都可以啦」的發言的時候。這時就必須透過佛祖的「佛光普照」重置記憶來加以矯正。當精神上變得相當勇敢，可是卻又怕到最高點時會無法動彈，像是「剛出生的小鹿」一樣的狀態。
能夠睜開眼睛睡覺，也能夠就這樣子走路，但這時會有像是在問答的夢話。
得到「魂之劍」讓靈魂被抽離而露出本性時，會變成一個喜歡屁股的色狼，以後也能看見有這麼一個本性。另外從當受傷時，愛上照顧她的護士，讓他因此喜歡巨乳；還講出「勇者喜歡巨乳又有什麼錯！」下半身有一個能夠伸縮自如的「短劍」（另外變成色狼時會跳「屁股彈彈舞」以及夢想成為偶像後能夠「能夠從胸部挑選女粉絲」等場景，都是現場突然想到的即興表演，而且還直接成為劇情的一部分，讓山田及室剛看到後都因此大笑）。
本作多有對「勇者鬥惡龍」的戲仿，例如義彥的服裝來自「勇者鬥惡龍V」中的主角的打扮，或是在達摩神社中希望轉職成「戰士」等事件，還因為一時差錯變成偶像而讓勇者的職位被拿走。在沒辦法下接受課程後，讓原本正經的他因為女孩子歡呼聲而覺醒，反而成為真正的偶像。但因為人氣不佳而又取回勇者的稱號。另外在終於到達魔王之城後，由於處在舒適的環境喪失目標而因此變成宅男。於是由佛祖親自降臨，告訴他打倒魔王的使命三次，並且施展「佛光普照」對他洗腦後，才想起原本勇者的使命而重新振作。
打倒魔王後，與同伴告別並沿著原路回去，確認經過的村子是否和平生活，最後平安歸鄉並與阿久再會。雖然最後留下像是會有電影版的伏筆，不過被認為只是想說說看而沒有什麼特別的意義。
團藏（ダンジョー）
演 - 宅麻伸
熱血漢子，而且也是個精神旺盛的戰士。有一對很粗的鬢角。使用著說出又臭又長的話，而讓對手聽到累時，趁機攻擊的繞圈子式無聊戰術。與義彥相遇時，由於他完全不聽自己講話，為了得到可以讓義彥聽完自己講話而殺了他的機會而與他一起旅行。但隨著旅行，也讓他和義彥產生一段強烈的友情與信賴，當因為被敵人的咒文影響，誤殺義彥時，還感到強烈的悔恨與責任。
自稱是“千鎚百鍊的戰士”，所以常在戰鬥時一馬當先地衝出去來表示他的勇敢，就算對手很強也一樣在所不辭，不過也常因此遭到秒殺。
很會應付女人，年輕時的綽號是「課長 島耕作」（飾演此角色演員宅麻伸曾飾演過真人戲劇版的島耕作）。雖然有著帥氣的長相又是個打扮時髦的好男人，但也是名腦袋中只想著「色色的東西」而與年紀相符的好色大叔。
有時，也會有很大叔般的言論以及說出毫不羞恥地說出大叔式的冷笑話。不過本人卻討厭被叫「大叔」而希望人家叫他「叔叔」。
平常是威風八面的態度，但在為了拿到「魂之劍」而讓靈魂被抽出來而露出本性時，卻是相當女性化的人妖。順便一提，復活的資金是90金。第7話中，因為差3金，所以復活不完全而又露出人妖的本性，但因為對“小義彥”的思念而靠自己的力量完全復活。在達摩神社中所選的職業是「武術家」。在魔王之城的城鎮中，因為與其他同伴一樣待在舒適的環境而失去目的，讓他變成一位喜歡上酒店的好色大叔；但最後被找回志願的義彥說服而回到冒險之中。本人曰「鬢角是他戰士的證明」。原本在他上酒店時將鬢角剃掉，可是在回復志願後而又重新長出來。
打倒魔王後，為了成為最強的戰士而與同伴道別並且進行修行之旅。
阿紫（ムラサキ）
演 - 木南晴夏
將義彥當作殺父仇人的女孩子。職業是「一般的女孩」。拿著一張像是小孩子畫的肖像畫，以「眼睛很大」為線索而為了幫父親八島流（ヤシマル）報仇而到處旅行。不過卻老是搞錯兇手，就連義彥也是其中被搞錯的人之一。不過義彥在察覺阿紫思念父親的心情後，說出「只要妳能確認我是殺父仇人的話就能殺了我，所以在得到答案前要不要和我一起去旅行呢」而使阿紫因為這句話而成為他的搭檔。但為了避免她毫無來由地就拿刀刺殺他，所以讓義彥把刀換成可以伸縮的玩具刀，不過因為被刺中還是會痛的樣子而依然給義彥帶來一些困擾。
經常使用偏女性的年輕人用語或男性用語。雖然本性老實且認真，不過也常擺出強勢而自大的一面。因為同伴都不把她當女人看待，所以四人也是睡在同一個房間。由於與第4話的天女和第6話的梨園相比，胸部很小而有某些情結。所以被美列布和佛祖虧她是「平胸」，也每次都會激怒她（事實上飾演此角色的演員木南晴夏有D到E罩杯）。喜歡帥哥，但其實私底下很在意義彥，並在第10話回答吊橋仙人提問時透露出來。
左肩上有一隻黃色小鳥「奇洛」。平常時雖然都相當沉默，不過可以發聲，只是都要從透過阿紫的口出聲。
當為了得到「魂之劍」而被吸取靈魂露出本性時，會變成讓同伴們都喜愛的賣萌娘，還因為太過可愛，讓義彥不自覺伸出狼爪要摸她的屁股而被美列布所阻止。結果在用魂之劍打倒怪物後就回復她原來的個性。復活資金是50金。冒險中會學到讓敵人害怕的「大眼睛」，可以從法師身上吸取魔力或是讓不會魔法的人也跟著跳舞的「不可思議舞」。在達摩神社中所選的職業是「法師」。在魔王之城的城鎮中，因為與同伴們都處在舒適的環境而失去目標，於是被星探發覺成為模特兒而且還以演員身分活躍著；不過最後被回復志願的義彥說服而重新回到冒險中。
打倒魔王後，雖然想要與義彥一起走，但還是被義彥溫和地勸她回去故鄉。至於殺父仇人是誰則在真相未揭開時就跟著結束。
美列布（メレブ）
演 - 室剛
被村人當成教祖，留著金髪蘑菇頭的法師。不過卻只會使出像是「鼻子噗」這種感覺很微妙的貧弱魔法。因為村人不了解真相而對他們使用騙術，並且憑著他的口才而讓大家深信不已。雖然對法師的威嚴與教祖的地位相當執著，但內心卻因為害怕曝光而過著心驚膽跳的日子。由於被義彥看穿他如何讓岩石浮上來的騙術，所以就此拋下教祖的位置，而以想看看外面的世界為由而成為義彥的同伴。是一行人中比較有常識者，且常常負責吐嘈的工作。另外有時變身為旁白進行實況解說的習慣。
與義彥同行後在每一話都會學到一個新咒文。而且預計要隨著旅行來累積經驗，而可以使出強力的魔法。
無論什麼樣對他的壞話都能當成耳邊風，而可以很快復原；不過當自己的痣被虧時會相當生氣。反過來說，痣被稱讚時也會相當高興，還會利用別人有困難時而反過來要人家來稱讚自己的痣。
當為了得到「魂之劍」而被吸取靈魂露出本性時，會變成毫無價值的笨蛋。就連復活資金也只有5金。在達摩神社中所選的職業是「僧侶」。不過在聯誼中因為不受歡迎，所以表現也不太爽快。在魔王之城的城鎮中，因為與同伴們都處在舒適的環境而失去目標，所以變成為了喜歡的女僕店員而一直上女僕咖啡店的客人。後來在回復志願的義彥的說服下，也想要回到冒險中；不過因為想到會見不到自己喜歡的店員而因此猶豫不決，因此下定決心向店員告白，不過卻完全失敗，讓他發現原來店員對自己的態度都是騙人的，於是感到一股跌落深淵的失望與微妙的感覺下而歸隊。
打倒魔王後，為了學到幫助人的魔法而到西方旅行。
阿久（ヒサ）
演 - 岡本梓
義彥之妹。是個溫柔而且純樸的女性。很擔心做人好的義彥，所以都會偷偷躲在樹後面看著他。直到第九話前，義彥都不曉得妹妹就在他的後面。
口頭禪是「哥哥……阿久真是擔心……」。
不過隨著集數的推進，在她身上似乎也起了不好的變化：除了衣服漸漸變得相當輕佻外，還變成染了金髮的不良少女而出現變壞的徵兆，然後也出現穿著囚服而逃獄的模樣，甚至還有著「極道之妻」般的大姐頭風采。
不過不曉得如何轉變，突然從黑道大姐頭又變成搭乘轎子，旁邊還有管家服侍的伯爵夫人。在拍賣會上將打倒魔王必備的物品「魔法絨毯」用高價買下。雖然被義彥請求讓給他，但卻在口頭上表明對義彥的恨而拒絕，不過其實內心是因為擔心義彥去打魔王時會危及其生命安全而想要斷掉義彥去魔王之城的唯一方法來保護他。但後來受到義彥作為哥哥及勇者的決心而終於將魔法絨毯讓給他，並且告訴他會回到卡波伊村等待哥哥回來，結果直到最後都沒有說出她轉變的過程。
最終話中回到原來的模樣，並且順利與成功回來的哥哥再度相會。
佛祖
演 - 佐藤二朗
舉止可疑而讓人感到厭煩。告訴義彥他們存在於這個世上的疾病與怪物都是魔王造成，而傳授給他們打倒魔王的命運。每集都會告訴他們指示，要拿到的物品以及該前往的方向。不過講話內容都相當空洞含糊，還會自己一人進行吐嘈而顯得非常脫線，給人非常我行我素的感覺。
登場的時間似乎都不會如自己所預期，常會在吃飯中或進行派對時突然出現，也能趁機看到他在洗澡中有客人來訪或是表示自己的家裡很寬闊的情形。另外洗髮完後，似乎會對自己的螺髪灑上育毛劑。
不知為何只有義彥看不到他，必須用簡易的紅藍3D眼鏡才能看見。所以讓佛祖老是要他努力用裸眼看到他，但因為一直做不到而死心。第11話降臨地上時，是義彥第一次能用裸眼看到他的樣子。
會對只跑支線的義彥等人加以斥責，但又會原諒他們。沒有出現時，也會從空中送給義彥他們標有物品所在地的地圖。
額頭上的白毫能發射佛光普照光線而可以將人的記憶消除。
魔王加利亞斯（魔王ガリアス）
声 - 中尾隆聖
根據佛祖的說法是一切罪惡的根源。為了支配人間而用邪惡之氣控制人們，反抗的人則叫怪物去攻擊他們，也是讓以卡波伊村為首的世界產生疾病的兇手。還擁有藉著暗雲、絕海與天險守護著而被稱作「魔王大樓」的「城堡」。不過好像平常沒預約就不能見到他。
其真面目是來自宇宙的謎之生命體。擁有當降臨地球而只剩一顆眼珠卻能完全復活的恐怖生命力。雖然一度被傳說的勇者打敗，但因為勇者一時心軟沒有完全摧毀，讓他能再度復活。外表雖然是個戴著面具披著披風的人，但其實是他假模樣。
建立起獨特的文明，以舒適便利的生活和美味的美食擄獲人心，讓他們因此墮落而加以控制；也認為像是義彥等「外面世界」的人們是障礙，對他們施以怪物與疾病的攻擊。
由於是魔王而擁用多變的魔法和高攻擊力，因此只有義彥在旅行上所得的裝備，像是光線能用天女的羽衣、火炎能用賢者之鎧、冷氣能用龍之盾來防禦。
魔王之城的週圍被叫作「魔王的城鎮」，由高樓大廈並立而讓人無法曉得自己的根據地在那裡。另外被他操控的人的虹膜會變成白色，但不會變強。第2話以後的開頭的片頭進行部分大部分都是由被魔王操控的盜賊擋在義彥等人面前，然後再被他們打倒。

### 第1話
村長
演 - 志賀廣太郎（客串）
卡波伊村的村長。擅長以跳舞來決定旅行出發的的方向。第12話（最終話）的最終場景中也有登場並且替回來的義彥進行祝福。
光彥（テルヒコ）
演 - 喜多郎（客串）
義彥之父。在義彥出發的半年前，為了找尋草藥而出發旅行的勇者。實際上，本人早就找到很多草藥；不過因為愛上了在旅行中認識的帶著孩子的女人，而且也因為讓她懷孕了，所以就沒再回到村子。在偶然下遇到義彥，將草藥交給他並且捨棄卡波伊村和原來的家人。
原始人
演 - 野村浩二、磯山良司（搞笑團體「江戸紫」）
像是演默劇般耍笨和吐嘈的倆個原始人。
怪物
像是史萊姆的怪物。怪物曰「它是旅行開始前無法迴避的存在」，不過非常弱小，當要攻擊義彥時，被他的防禦給打飛。

### 第2話
忍者
演 - 池田成志（客串）
要阻止義彥等人前進的5人組的老大。不過因為自己的手下都是打工的，所以在打倒團丈時，他們的工作時間也跟著到，因此大家抱著絕不加班的心態而一一離開。所以讓剩下的老大說出「自己根本不強」而很容易就被打倒。
老婆婆
演 - 白石奈緒美
魔良村的巫女。負責將要送給山神當祭品的女性進行清潔的工作。原本義彥等人以為送祭品村中的慣例而要她在自己成功後不要再進行這個儀式，想不到卻被她輕易地說好。然後在講話時，也會交雜著「才不要」等年輕人的用語。
阿品（オシナ）
演 - 渡邊直美
魔良村之女。雖然被作為獻給山神的祭品，不過因為外貌不佳而得救。讓她懷著複雜的情緒回村。
佐宇田（サウダ）
演 - 中村倫也
以祭品為目標，外表相當帥的年輕盗賊。但其實本人有點戀母情結和中二病。
佐宇田之母
演 - 池谷伸枝
一手養大兒子的母親，但其實是個很擔心兒子而離不開他的過度保護的母親。目前和採菇人交往中。
山神
声 - 福田雄一（導演）
過去保護村子不被魔物攻擊，而要求每年都要提供年輕女性給祂。無法知道長相，只會從祠堂中發出聲音。在義彥的說服下答應讓阿品回村，而且也因為每年送上的女孩品質越來越差感到失望，所以也答應不用再送上祭品。
魔物
保護山神廟而與無尾熊很像的小型怪物。雖然看起來很可愛，但會用尖牙來攻擊敵人的手臂。
魔物三人組
分別是藍色獨眼巨人、石巨人和爆彈岩。會自爆，極可能造成隊伍全滅，義彥等人沒戰鬥之前就先逃走了。

### 第3話
盗賊A
演 - 安田顯（客串）
為搶奪食物而出現的被魔化之盗賊。似乎要將自己小弟弟在褲襠內的位置擺正才能戰鬥，而且還老是不斷地停止戰鬥來調整位置，所以在一來一往之間被感到無比厭煩的阿紫一斬擊殺。
小島精靈
演 - 小林大介
住在美麗森林的森林精靈。長得像是魔法公主內的妖精而且還會聚集在一起。但只有一個長得特別大而告訴義彥他們村子的位置。
奇那拉村之女
演 - 六車奈奈
一個很在意白天所種的蘿蔔，而會在夜晚前來查看的女性；不過由於被住在西邊洞穴而前來搗毀田地作物的怪物攻擊，讓她的腳因此受傷。
岩鐵齋
演 - 山田明鄉
能夠打造將人的靈魂吸入的「魂之劍」的鐵匠。住在東邊的山上。是個看起來面惡但卻很高興地同意要幫忙打劍的人。在锻造「魂之劍」时，使用的是阿紫的灵魂。
怪物
住在西邊洞穴，夜晚時會攻擊農作物和村人。長相是隻紅色的鬼，雖然邀請之劍無法對它造成傷害，但最後還是被義彥持魂之劍打倒。
魔物
蓋美拉（DQ系列經典怪物，從一代就登場）和會跳舞的人偶（會跳一些奇怪舞蹈奪取經驗值）。另外在義彥前往東邊山上時，還出現了打倒後會有大量經驗值，但卻很膽小的金屬史萊姆與會吐出惡臭氣息的怪物。

### 第4話
盗賊B
演 - 阿部公二
是個很會自嗨且講話滔滔不絕，還會自己作結而像是在講單口相聲而會讓人心浮氣躁的盜賊。向義彥等人索取錢和食物，正當他自嗨到最高點而讓大家都心浮氣躁到無法戰鬥時，被看不下去的義彥打倒。不過美列布卻覺得他和自己很合得來。
天女
演 - 小池榮子（客串）
身穿可以反擊魔王攻擊的羽衣，而坐在“天女岩”上，彈著豎琴的美麗天女。因為不喜歡人多的地方而離開村子，有著在許多人面前會感到煩躁的纖細個性。平常是個沉穩溫和而且講話輕柔的人，但如果憤怒時，言行會變得相當粗暴及無禮。雖然被有過無數次無禮舉動的義彥激怒，但後來被阿紫叫美列布對她使用「鼻子噗」來交涉（也就是使用脅迫的手段）而拿到羽衣。
河童
演 - 尾関高文
從上流到下流都存在著，要保護住在對岸的天女的河童。在水中相當強並且擅長把在河邊的東西拖到河裡攻擊。後來看到傳說的武器時，立刻說出對付自己的方法，因而就被傳說的武器使得頭上盤子乾涸而暈倒。
盗賊C
演 - 矢崎廣
飼養有著一口尖牙的狗・布蘭達而會指揮他去攻擊敵人的盜賊。不過因為布蘭達不聽從他的命令而無心戰鬥，讓他因此逃走。自稱「普通人」。
布蘭達（ブレンダー）
盗賊C養的狗，有著殺人機器的稱號，但看起來是個很普通的中型犬。會有無心戰鬥而讓主人在旁乾著急的時候。與人造人卡新中的布蘭達很像而有似是而非的忠誠心。這隻狗其實是當地的臨時演員所養的狗。
巨大水蛭
吸附在義彥身上，讓他因此面色蒼白・接近瀕死狀態的巨大水蛭。
魔物
黃色（金色）蝙蝠型怪物。使用睡眠咒文讓除了美列布以外的人都因此沉眠，不過被醒過來的義彥打倒。
怪物
為第1話中登場的史萊姆，以團體方式登場。不過在一隻被打倒後，就讓剩下的史萊姆逃走。
寶箱魔物
為模擬裝有傳說的武器的寶箱外型的魔物。隨便打開的話會被他咬住，但卻被美列布一擊打倒而相當弱小。箱子上的吊線則用馬賽克給遮住。

### 第5話
盗賊D
演 - 澤村一樹（客串）
是個只會作出帥氣的舞刀動作卻沒有什麼實際行動的盜賊。使用刀刃上塗滿毒藥的蝴蝶刀，不過因為要耍帥而去舔刀子，結果就這樣被毒死。是阿紫喜歡的那一型。
拍球老人
演 - 太田恭輔
對即將進入喔呀村的義彥等人，告訴他們「進入村子的人都無法再次出來」的危險訊息。不知為何一直拍球，原本被美列布認為會唱一些拍球歌來作為以後的伏線，但只告訴他其實這個動作沒什麼意義。
喔呀村村人
由以碇矢為首的像是8時に全員集合的五人組所統治的村子的人們。如果村人的搞笑讓他們不笑就會被他們抓到牢裡，另外村裡的人似乎必須遵守某些秘密。據說會將離村的人殺掉，也會製作機關來妨礙義彥他們。
除了五人組以外的村民，在像是義彥等人的外地人進入村裡時，基本上只會作同一個動作及說著重複的台詞（戲仿RPG中主角與普通村民的對話）。另外在義彥等人排成一行隨便進入房內搜尋物品時，除了偶爾得到金幣、力量種子等普通物品外，其他器皿卻空空如也（戲仿RPG中主角進入民宅搜尋物品的情形）。
碇矢（イガルヤ）
演 - 長江英和
五人組的老大。長得高而充滿壓迫感，並且嘴唇也很厚。對於不能搞笑的成員或村民，會用塑膠棒敲頭並且說出「這樣不行」。另外還會要牢犯模仿健康牛奶的廣告。雖然看起來面惡，不過其實是個愛搞笑的人。他的行動也是為了守護「無敵之靴」並且讓全村都能發出笑容。最後在義彥的說服下，將「無敵之靴」交給他並且也約定不再抓人進牢。
中茂（ナカーモ）
演 - 金子伸哉
倉庫守衛。戴著黑框眼鏡，看起來相當認真。但其實有著像是體操選手般的身手，不過被美列布施展甜點而快速離去。
南瓜（カボー）
演 - 齊藤岳
喝醉時會說出「稍等一下」「你也喜歡吧」並且把衣服脫掉，然後週圍變成粉紅色。會發出「哈球！」等獨特的噴嚏聲，也會讓腰部前後大大的擺動來行走。然後在喝醉時也會一邊說「再等一下･･･」而要人繼續陪他。大部分的行為都相當無理。
沒用（シムダ）
演 - 谷口一
被大家叫作怪叔叔，無論任何人的話都會回答「大概吧…」。另外有「沒問題」「不要生氣」等口頭禪。
普京（ブーチン）
演 - 金谷真督
體型肥胖並且經常在發呆；看起還毫無戰鬥力，但似乎能作出會動的佛像、掉下的臉盆，會咬人的蛇等機關。脖子上掛著花項鍊並且彈著烏克麗麗琴。
會動的佛像
演 - 太田恭輔
只要碇矢說「動動看」就會啟動的喔呀村第一機關。究竟是不是義彥所推測的像佛像的魔物則不明，另外會假裝不動而從義彥背後攻擊。成功讓不相信「佛像會動」的同伴離開並且還與義彥玩起鏡子遊戲，不過其實個性很善良，後來幫忙尋找美列布被囚禁的地方，也幫忙找出關鍵的鑰匙。

### 第6話
盗賊E
演 - 古田新太（客串）
持有這個國家少有的手槍的盜賊。自稱是「瘋狂」要來搶奪義彥等人的錢和食物。不過只有嘴巴厲害，實際上是個妻管嚴，也是擁有孩子煩惱的一兒之父。
盗賊E之妻
演 - 上地春奈
完全看扁「瘋狂」的老公、相當強勢且粗暴的妻子。不過在外卻相當有禮貌，對於義彥等人也非常親切。
梨園（リエン）
演 - 中村靜香、ト字高雄（解除魔法後）
在拉姆魯村診所工作的楚楚可憐的巨乳護士。被住在南邊山上的魔法師施展「和男人接吻就會停止心跳」的魔法。
由於義彥愛上了她而努力為她解開魔法，但實際上這個魔法是「會變成和男人接吻就會停止心跳的巨乳美女」，所以其真面目是一位禿頭的大叔，並且因為被施了魔法而忘了自己的真實身份。
盗賊F
演 - 音尾琢真（客串）
屬於這個國家最殘酷的盜賊團——受頭目臨丸（イザマル）命令而要來搶走阿紫的盜賊。由於雙腳都採到屎而被阿紫當成笨蛋，還給他取了「雙腳屎人」的綽號而傷了他的心。最後在團丈的催促下，為了要把踩到的屎擦掉不戰而退。另外根據團丈的判斷是位蠻強的敵人。
住在北邊山上的怪物
擁有鬼神之盔。似乎是個喜歡住三天就搬家的搬家狂。外形則是有五個眼和觸手的綠色怪物。將團丈一行人逼到險境，不過被趕來的義彥一舉擊敗。
住在南邊山上的魔法師
声 - 瀧口順平
對梨園施加魔法的魔法師。被義彥的氣勢所敗，於是答應他解除並且不再對梨園施展魔法而撿回一命。
怪物
舞蹈寶袋（可使隊員混亂）。另外也有能施放毒液的泡泡史萊姆出現在村子入口而襲擊梨園。

### 第7話
吟遊詩人
演 - KENTARO
在帕戈拉村中，將「龍之盾」所在地的暗示用簡單易懂的歌詞替換，以歌聲傳達給人們知道的吟遊詩人。不過義彥只注意到其歌聲而未發現是暗示。
拉多曼（ラドマン）
演 - 小松利昌
在以商業為主的帕格拉村中，經商成功的有錢人；擁有「龍之盾」；總之就是個暴發戶。喜歡收集貴重稀少的東西來展示給別人看，藉此歡聽到別人發出讚嘆的聲音並且用來自我炫耀。
由於住在自己所有的五重塔的住戶們積欠租金，所以提出只要要義彥他們打倒裡面的「全部殺光的五名惡徒」並且收回租金，就將「龍之盾」送給他們的條件。
胖丹（ジャイタン）
演 - 與座嘉秋
五重塔・第一層的住戶。以旁若無人的態度使用著會將別人的東西任意拿過來的咒文。另外還會使用像是幫義彥戴上黑色圓框眼鏡，就會便成想要向藍色的圓球狀物體求救的軟弱小学生，或是讓美列布變成什麼事都靠母親的小学生等改變別人精神狀態的咒文。還會有恐怖的獨唱會，而一直唱著只有「笨蛋」歌詞而讓人不解其義的歌，並且以使人無法忍耐的奇怪歌聲對敵人造成傷害。正當義彥等人陷入危機時，因為胖丹母親的出現而救了他們，也因此拿到租金。母親則稱他為「阿剛」。
胖丹的母親
演 - 青木和代
讓胖丹怕到不敢面對她的恐怖母親，似乎不曉得兒子欠租的事情。當義彥告訴她真相而痛罵胖丹，並且對他打屁股讓他因此付了租金。其聲音和氣勢都很像剛田夫人。
木皿（キサラ）
演 - 堀裕人
五重塔第二層的住戶。有著「真沒用」和「等…一下」等口頭禪。使用會讓女人迷得昏頭轉向的咒文讓阿紫因此無法行動。另外還擁有說出「等下」時，不知為何就會讓人突然等他的能力。
只用一隻箭攻擊，而且射箭技巧很差；當射偏時，還需要把箭拿回來再次使用。在第三次攻擊後被義彥砍斷他的箭並且趁機擊敗他。另外在他第二次攻擊而射偏時，團丈幫忙他拿箭的行為是演員的即興表演
鈴木（スズキ）
演 - 鈴木拓（搞笑團體「醉龍」）
五重塔第三層的住戶。以為自己已經付了租金，於是在知道原委後很爽快就付完所欠的租金。雖然外表看起來很軟弱，不過卻是個魔法師，而且只會一個咒文，那就是全滅的咒文「ザラ●」。因此導致想看他的魔法的義彥等人被全滅掉。另外似乎喜歡釣魚。
塔達塔（タダタ）
演 - 國分秀之
五重塔第四層的住戶。以一口輕鬆的拍賣專家口氣來吸引他人，將不好不壞的商品說得很有吸引力並且也會奉送不好不壞的贈品，而用便宜的價格來販售。似乎採用讓敵人因為購買商品而無法空出手來攻擊防禦時，趁機攻擊的戰術。不過因為義彥等人一直忍住不買，於是在他準備清空滯銷商品而附上作為贈品的租金時，被義彥趁機用邀請之劍攻擊，並在說出第五層大山的事蹟後睡著。
大山
演 - 今野浩喜（搞笑團體「喜劇之王」）
五重塔第五層的住戶。是位已經住了四十年的傳說格鬥家。據說過去（三十年前）能夠空手打倒十頭亞洲黑熊，現在則變成一位體弱多病而整天睡在床上的老爺爺。本人堅持要遇到比自己強的人才會奉上租金。就在自己體認到無法打倒義彥等人後將租金交給他。本來被義彥認為他有一定的實力而邀他成為同伴，但被他爽快的拒絕。
神父
演 - 鎌倉太郎
讓人付錢就能使同伴復活的神父。每個人都有不同的復活金額。不過如果錢不夠時，會有不完全的復活（靈魂離開的狀態），另外也似乎可以存檔的樣子。
魔物
史萊姆大王，體型巨大戴著王冠的怪物。似乎打倒時可以得到很多錢，所以被要賺取同伴復活費用的義彥所打倒。

### 第8話
盗賊E
演 - 古田新太（客串）
繼第6話後再度登場。6話中所拿的手槍被老婆弄壞；這次則是用劍向義彥挑戰，不過卻因為老婆闖入而中斷，而且還被她發現床下藏有色情書刊，因此爆出「他年輕的性欲時像是野獸般旺盛」的往事，結果被老婆痛罵一頓而且還要下跪道歉。
盗賊E之妻
演 - 上地春奈
繼第6話後再度登場。直言夫妻兩人最近都一直都沒做，所以對於買色情書刊讓自己快樂的老公相當生氣，還要他下跪道歉。但不管怎麼罵似乎都很愛他的樣子。
偶像
演 - 佐保明梨、佐藤綾乃（偶像團體「Up Up Girls〔假〕」）
在充滿電器及年輕人的街道・秋葉村中舉辦活動的偶像。受到用御宅藝來炒熱氣氛的狂熱粉絲所支持。
秋茂（アキーモ）
演 - 三上市朗
在秋葉村製造偶像的製作人。對於沒有幹勁或得不到粉絲支持的人會做出開除的判斷而殘忍地捨棄，而且對於被開除的人為了避免他們放出不好的風聲，還要將他們丟到怪物出沒的地方處理掉並且能夠毫不厭煩也毫不猶豫地說出來。計畫組織男性偶像團體“走廊de打倒怪物隊”，並且對義彥相當期待。講話的方式與秋元康很類似。另外這個團體的原型來自秋元康在1986年所組織的傑尼子俱樂部男性版・兒子俱樂部。
走廊de打倒怪物隊
演 - 松永一哉（紅）、野村啓介（黃）、豬塚健太（綠）
由秋茂所組成而包含義彥在內等四名男性組成的偶像團體。一開始因為耐不住嚴厲的課程而想要離開；不過在義彥聽到會將脫離者加以處理掉的話後，而在他的說服下而重新振作。然後在初次亮相時，義彥因為台下的歡呼聲鼓舞，在跳舞時將其他隊員壓退到旁邊而站在中間的位置表演（實際上是山田孝之的即興演出）。然後在以“總選舉”之名的人氣投票中，被約定好除了義彥外的其他三人能爬上最高順位時就可以被採用為正式偶像而出道。不過義彥因為被其他三人嫌棄，只得2票，無法進入前二十名而被秋茂直接開除。
蹦奇（ポンジ）
演 - 川久保拓司
代替義彥而突然出現的勇者。原形來自勇鬥三代的遊人而且已經到達九十九等級，在達摩神社中幸運抽中“勇者”一職而轉職。另外喜歡別人叫他比較帥氣的「PJ」。
有著讓美列布退壁三舍的言行和輕薄的舉動，還讓團丈想一劍殺了他，就連喜歡帥哥的阿紫也直喊他「噁心」而遠離他。不喜歡累也不喜歡髒，所以面對下雨的泥漿地面，或走遠路都會說「NG」。後來因為嫌做勇者太麻煩而辭去位置。
聯誼的女性
演 - 由紀、寺山葵、若木萌
和團丈、美列布及蹦奇聯誼的女性。美列布還對其中一個女性施展甜點術而被誇獎。另外聯誼中，美列布的行為都是演員的即興表演
秋茂的手下
演 - 金子伸哉（打倒怪物隊的舞蹈老師）、山本康弘（分飾四角：達摩神社中負責接待美列布的人員、秋茂的手下、走廊de打倒怪物隊表演御宅技藝的粉絲、偶像候補生第16名）
服從秋茂的指令而教導偶像候補生跳舞，並且負責作出評價報告，也會將離開的人加以處理掉。
井中的怪物
與第一集的史萊姆很像的怪物。住在秋葉村的井底，持有賢者之鎧。向阿紫透露所持有的賢者之鎧被偷走的消息。
藍色獨眼巨人
第2話也有登場，是獨眼獨角的藍色巨人。現在在南邊的山上徘徊並且偷走位於秋葉村井底中的「賢者之鎧」。
最終話中也以螺旋蛋糕店的店員和魔王之城的怪物身分登場，由於沒有特別説明，所以可能是不同的怪物。
怪物
能呼叫同伴的泥手怪物，也有腐爛怪物、泥塊怪物出現。

### 第9話
盗賊G
演 - 橋本潤
似乎是武俠劇明星演員；開場都充滿演戲的口吻及動作而令人覺得煩悶的人。戰鬥前會進行舞蹈和演唱「夢芝居」的歌謠秀，並且也受到自己帶過來師奶粉絲在旁邊服務，而使義彥感到焦躁不已。不過被團丈大喝戰鬥根本不用這些東西而直接拿邀請之劍擊敗他，而且還來一段華麗的表演而宛如“明星演員”，使那群師奶粉絲立刻轉換成他的支持者。
妖精阿多＆妖精阿概
演 - 井上花菜、 福田響志
人類所看不到的（但義彥可以）妖精。基本上個型調皮，喜歡在看不到他們的人面前表演鬼臉。不會使用魔法，所以要求義彥等人背著他們到妖精之村，因此被義彥說是「令人討厭」的小孩子氣的個性。
珀隆（ポロン）
演 - 原史奈
妖精城中的美麗女神。不過真面目卻是想得到可以不老不死的「命運戒指」的惡魔。利用義彥等人從神官那邊奪取戒指，並且在拿到後露出其巨大的真面目來攻擊義彥他們。但因為所載的戒指沒有跟著變大而被卡住而感到非常痛，於是被義彥趁隙擊敗。
半人馬男
演 - 綾野剛（客串）
第一名刺客，是一位半人馬。由於下半身太重無法隨意行動，反過來讓其運動能力受到限制。所以小跑步幾下就喘得要命，因此只能改採以挑釁或是假裝受傷來求情等戰術。結果最後還是被義彥解決。
牛角男
演 - 加藤晴彦（客串）
第二名刺客之一。頭上有著牛角而可以將人撞飛。雖然只要看到紅色的東西就能燃起鬥志，但因為義彥等人都沒穿紅衣服而就這樣被順利打倒。
牛乳男
演 - 岡田義徳（客串）
第二名刺客之一。身上裝有牛的乳房。能夠擠出牛奶來遮住敵人視點而且還可以補充鈣質。不過因為身上的乳房讓他難以拔劍，所以被義彥說是「樣子真差勁」。最後因為緊張擠不出牛奶而被擊敗。
大鼻猴男
演 - 磯野慎吾
第三名刺客。裝上長鼻猴鼻子的男人。但除了鼻子特別大外，不會必殺技，而且還無益地遮住大部分的臉，並且也對其講話造成障礙。雖然嘲笑之前的刺客都是失敗品，但他自己除了鼻子外根本和普通人一樣而被順利擊敗。
浣熊男
演 - 金子伸哉
第四名刺客，帶著兩名手下出現。頭部裝著浣熊拉斯卡爾的面具，自稱是拉斯卡爾，是一位長相可愛但會使用手槍的兇惡男人。但因為有看到髒東西就會拿來洗的習慣，結果把手槍拿來洗而無法使用而被擊敗。
浣熊男的手下
演 - 大田恭輔、野村啓介
浣熊男的手下。有著像是「北斗神拳」中所出現的壞人手下般的危險表情和舉止可疑的行為來威脅義彥他們。
松鼠（リス）
在神官神社前負責守護的動物，與第2話出現的無尾熊怪物一樣，是個看來可愛，但如果靠近就會非常凶暴，而以尖牙來攻擊人的脖子。
神官
演 - 鎌倉太郎
從妖精之村偷走「命運戒指」的「惡魔神官」。能夠使用將人和動物合成等強力的魔法。但其實是在週圍設下結界的「山神神官」，也是戒指原來的主人。因為被阿紫與美列布的連續攻擊而削減其戰意，最後被義彥擊敗。喜歡吃雞蛋飯。
管家
演 - 大河内浩
服侍名流的紳士管家。

### 第10話
卡伊薩（カイザー）
演 - MAKI
在充滿西洋風的天根村中，住在豪宅而打扮華麗的伯爵。阿久之夫。有錢到令人討厭。對阿久相當好，但最後被想要回到卡波伊村的阿久告別才知道阿久根本不愛他。
管家
演 -  大河内浩
服室卡伊薩伯爵的管家。第9話後繼續登場。
仙人
演 - 齊木茂（友情演出）
在唯一能前往生長有迷幻香菜植物的植物樂園的路‧死亡之谷的吊橋上，負責守護而不讓人隨便進入的老人。會對渡橋者提出問題，並且以其回答來測試其真心。不過對阿紫、義彥和團丈只作簡單提問（分別是「喜歡的人的名字」、「勇者的使命」和「自己名字」），然後就讓他們通過；唯獨對美列布卻要他「讓他大爆笑」才能通過，可說難易度相當極端。
假貧困母子
演 - 山田真歩、今井悠貴
在義大利麵店要求「一碗泡麵」，並且以很爛的演技裝可憐要讓義彥聽見來騙他，結果真的讓義彥掉進陷阱而將所得的食材都交給他們，然後就快速逃走並且交給阿久，似乎是卡伊薩家的傭人。
小時候的義彥
演 - 小林翼
在回憶中登場。是名從小就很會照顧妹妹的哥哥。會作很大的鹽飯糰給阿久吃。
小時候的阿久
演 - 阿部日向子
在回憶中登場。。比哥哥長得還高，喜歡吃義彥為了阿久而親手作的鹽飯糰。
魔法戦士巴卡斯（魔法戦士バッカス）
演 - 小栗旬（友情演出）
魔王之城的守衛。能夠使用將義彥變成自己人的咒文「魯飛因」，但威力很弱，只能對單純的義彥有效。
能夠直接控制義彥的意志，但當他指示「做吧」卻會變成跳抓泥鰍舞、「攻擊」會變成掀裙子等狀態而似乎無法正確傳達命令。但因為他本人也會跟義彥一起去做，而似乎也是個笨蛋，所以其實是個本性相當好的人。最後被回復正常的義彥打倒（本作中是因為小粟對山田說想要演喜劇來增進演技而客串演出）。
怪物三人組2
分別是與獨眼巨人（遊戲中命名取自希臘神話中的擎天神阿特拉斯）、金塊巨人以及山豬頭獸人。在找尋食材的義彥等人面前出現。是接近魔王之城才會出現的強敵。

### 第11話
警官
演 - 賀来賢人（客串）
對於住在公園點著營火的義彥加以訊問，而要他多加注意一點的警官。
不動產商
演 - 高佐一慈（ザ・ギース）
對於前來租屋的義彥相勸不要租太便宜的屋子，直接介紹給他位於都市中相當舒適的公寓套房而向他介紹好貨的不動產商。
女僕店員
演 - 村上東奈
在美列布喜歡去的女僕咖啡店工作的店員。自稱自己是「小葵」。本於工作而會對客人稱「主人」，但其實不擅長應付像是美列布這種搞錯成是愛他而自我陶醉的類型。之後拒絕真心告白的美列布並且痛罵他一頓，還在離開前叫他「香菇頭」而要他不要再來。
居酒屋店長
演 - 八十田勇一
義彥打工的居酒屋店長。喜歡在打招呼練習時模仿武田鐵矢。
麻美（アサミ）
演 - 岸井雪乃
義彥的同事。由於小時候父母雙亡，而努力工作養活妹妹，並且因為這副堅強的個性讓義彥跟著動心。
酒店小姐
演 - 許諾迪
稱團丈為「耕作」的酒店小姐。原本預定要和團丈進行同伴出勤而一起吃飯，不過被想起打倒魔王使命的義彥闖入，讓她因此沒有什麼表現的機會。
福田組
演 - 福田雄一、勇者義彥與魔王之城的攝影工作人員
拍攝由阿紫主演的電視劇《伸-SHIN-》（角色名為與阿紫的名字同音的「サキ」→「咲」，此劇影射大澤隆夫主演的日劇《仁-JIN-》。「伸」則是借用阿宅的名字）的攝影工作人員。是由本作的攝影人員與導演福田一起演出。另外負責在旁邊推台車而圍著白色頭巾的「攝影師B」則是由室剛演出。

### 第12話（最終回）
哥頓（ゴードン）
演 - 野間口徹
魔王的秘書、魔王最強的手下。雖然看起來是個普通而且講話沉穩又身段很低的人，不過卻會使用強力的火炎咒文，而立刻讓除了阿紫外的人全被擊敗。之後被得到勇者之劍的義彥擊敗。
櫃台小姐
演 - 黑坂真美
在魔王大樓中負責櫃台的女性，能夠平靜地執行業務。
傳說的勇者洛得介（伝説の勇者ロトスケ）
演 - 喜多郎（友情演出）
過去與魔王決鬥而擊敗過他，不過因為一時心軟沒有完全打倒他，而被復活的魔王封印的傳說的勇者。與義彥之父光彥很像。不但是名勇者，也是名魔物使。
現在則是擔任小料理屋「洛得」的老版。雖然口頭上都說自己不是傳說的勇者，可是卻又戴著勇者的頭巾，還拿劍當作菜刀切魚，然後也拿盾牌來烤魚，還將魔物當作店員，而根本被直接看穿。
為了要找到可以託負「勇者之劍」的人，也對義彥提出要他選出真正的勇者之劍的考驗，不過因為擺的太明顯而又直接被看穿。
魔王加利亞斯（魔王ガリアス）
義彥等人最後的敵人。根據洛得介所言，魔王從宇宙飛來時，全身上下只剩一顆眼球，但卻能夠因此完全復活而有恐怖的生命。平常都以人身現身。能使用強力的攻擊和魔法。
真加利亞斯（真･ガリアス）
声 - 中尾隆聖
當義彥用勇者之劍擊破其人型而一度以為獲勝時，以真面目再度出現，成為義彥等人的最後敵人。真面目是個能夠摧毀魔王大廈的巨大怪物。並且使用角放出電擊而擊敗義彥以外的同伴，然後還依序破壞掉義彥的裝備，宛如哥頓所說的「魔王已經進化了…」；接著還將能夠打倒魔王的勇者之劍加以摧毀而讓義彥陷入危機之中，不過就在義彥思考洛得介說的話後，發現眼睛就是魔王的弱點，於是悟得最後留下來的裝備「無敵之靴」的使用方法，並且將兩隻鞋子踢出去攻擊他的雙眼而順利擊敗他。

## 咒文
美列所學到的咒文。第1話中除了鼻子噗已經自己學到外，會隨著旅行的進度而學到許多咒文。似乎對於義彥那種單純的人比較有效。另外那些學到的咒文也似乎和勇鬥系列出現的咒文很類似。
鼻子噗（ハナブー）
能把人的鼻子變成豬鼻，不過也可以回復原狀。一天只能使用一次。曾用在天女身上。
甜點（スイーツ）
能讓人極度想要吃甜點而會坐立不安的咒文，可以在戰鬥時使用而讓敵人露出空隙。雖然被認為很沒用，不過有時也會在遇到山賊時發揮作用，與鼻子噗不同的是可以一直使用。不過因為一部份的怪物不曉得會不會吃甜點而無法完全相信。在各種戰鬥中可以讓敵人撤退，在聯誼中也能當作特技表演，是美列布的咒文中最有用的咒文。
稍微加油咒（チョイキルト）
可以讓攻撃力增加1.2倍的咒文。雖然讓義彥感覺力量提升，不過被週圍的人認為反而變弱了。
稍微恢復咒（ホイミネー）
能夠回復七成體力的咒文。不過條件是施展後，還要吃下牛睾丸、鹿角、飯匙倩蛇的肝、蜂王漿（總之就是用來滋養強壯的東西）才行，所以根本沒有作為咒文的意義。
普林增加咒（プリマズン）
可以讓人的普林增加，因此形成痛風而給予巨大傷害。不過因為要一段時間才能作用，而根本不具實戰性。
生革（ナマガワー）
可以讓人的衣服半乾而發出臭味（大概是在房間內曬衣服時的1.6倍）而讓人討厭的咒文。但沒穿衣服就沒作用。與鼻子噗一樣可以回復原狀。
大利己咒（ポリコズン）
能夠將四串葡萄的多酚與三顆半蕃茄的番茄紅素注入我方體內而促進健康的咒文。雖然可以提升防禦力，不過因為要持續兩週以上才可能會有覺得產生效果的程度，所以根本無法用在實戰上。
笑笑（ゲラ）
可以讓人對美列布所說的笑話發笑，而因此笑到死的咒文。雖然被說是殺傷力很強的咒文，不過對蹦奇完全沒用，所以被認為毫無作用，因此是個必須對於美列布搞笑產生感覺才能發揮作用的咒文。不過在第10話中，卻讓死亡之谷的守門人仙人大爆笑而成功。在對義彥施展時，讓他在還沒聽到笑話前就不停大笑。
稍微寒冰咒（チョヒャド）
能夠對敵人全體施展的寒冰魔法。是每使用一回就會讓人想穿更厚一點的毛衣的程度，而使人可以感到寒冷的溫度。是只要使用5次就必須穿比較厚的長袖衫、使用10次就必須穿羽絨外套、使用100次就必須像北極熊一樣才能抗寒否則會無法抵抗的寒冷。讓美列布說是在寒冷的地帶更能發揮作用的攻擊咒文，但缺點是要造成傷害必須要重複使用許多次才行。另外也能用來抵抗夏天的悶熱。
熱飯菜（メラチン）
繼超級寒冰咒後所學到的火炎咒文。能夠把冷掉的飯菜溫熱，對非食物則無效。
熱飯菜×100（メラチン×100）
第12話中使用。是連念熱飯菜100次時，就能將變成巨大的火燄球來攻擊。不曉得是因為對食物外的事項沒效，或魔王的抗性很強而對加利亞斯無效。
超級寒冰咒×100（チョヒャド×100）
第12話中使用。是連念超級寒冰咒100次，就能產生巨大的冰球來攻擊。但美列布就在使出前被魔王打倒而無法知道其威力。

## 特技
阿紫在旅行中突然學到的特技。比起美列布的咒文較具有實戰性。
大眼睛
第6話中學到。能夠突然對人瞪眼、並且因為那份迫力使敵人因此無法動彈，不過對於像是蹦奇那種根本沒在注意看的人沒效。
醉意之眼
第7話開頭中學到。露出像是喝醉的眼睛，讓對手以為「很弱」而大意地靠近而能趁機攻擊。
不可思議舞
第9話中學到，是從第3話中所遇到像是木人的魔物所跳的舞得到靈感而學到。以很不自然的舞蹈來吸收魔法師的魔力，也可以讓其他人跟著一起跳而無法動彈。這個情形被美列布稱為“地獄的迪斯可”。
薩歐力克
第11話中學到。正確來說應該是咒文才對，是阿紫從達摩神社轉職成魔法師後第一個學到的咒文。雖然能夠讓人復活，但阿紫因為魔法經驗尚淺而不曉得其作用。第12話中，偶然間讓美列布復活才知道其功能。順便一提，如果魔力不足時，則只能讓人復活一半，呈現出靈魂被抽掉而露出本性的狀態。

## 播出日期及標題、物品
| 各話                                                             | 播放日        | 物品 | 梅列布的咒文         | 收視率 |
| ---------------------------------------------------------------- | ------------- | --- | -------------------- | ------ |
| 壹                                                               | 2011年7月8日  | 邀請之劍：能夠讓打倒的對手睡著。為和平之神給予的傳說之劍。 3D眼鏡：能夠讓義彥看到佛祖的眼鏡。 馬：義彥出發時所騎的馬，但無法確認模樣。 | 鼻子噗               | 2.3%   |
| 弐                                                               | 2011年7月15日 | 佐宇田之米：山賊佐宇田之母為了讓兒子獲勝所給的賄賂。 轎子：運送活祭品用的轎子。 | 甜點                 | 3.5%   |
| 参                                                               | 2011年7月22日 | 岩鐵齋的鐵槌：由鐵匠・岩鐵齋打刀時所使用的鐵鎚。 魂之劍：據說是任何都能打倒的劍，但必須先吸收人的靈魂才能發揮威力而且會讓被吸收的人露出本性。不過只要使用一次就會回復原狀而且也會因此無法使用。                                            | 超級活力             | 2.5%   |
| 四                                                               | 2011年7月29日 | 天女的羽衣：無論魔王怎麼攻擊都能反彈的裝備。 傳說的武器：外型和吹風機很像，而能打倒河童的武器。 粥：為了幫被水蛭大量吸血而昏倒的義彥補充精神的食物。                                                                                       | 補充巔峰 甜點 鼻子噗 | 3.5%   |
| 五                                                               | 2011年8月5日  | 無敵之靴：可以用來打倒而與Crocs牌很像的金色靴子。另外如果鞋上沒有鱷魚標誌的話則是假貨。 獎牌：似乎收集一定數量能兌換獎品的東西。 力量種子：只要吃下去，就會讓人覺得力量提升。 盒子鑰匙：用來打開收藏無敵之靴的盒子的鑰匙。                 | 甜點                 | 2.5%   |
| 六                                                               | 2011年8月12日 | 鬼神的盔甲：為了打倒魔王所需的裝備。外形像是左右裝了兩根羽毛的黃色頭盔，由於住在北邊山上的怪物所擁有。 盗賊的火槍：可說是國家中少有的武器。 梨園的藥：可以治好義彥的傷的藥。                                                               | 甜點 首席順 生革     | 2.5%   |
| 七                                                               | 2011年8月19日 | 龍之盾：由在商業街・帕格拉村的有錢人拉多曼所持有。 木更的弓：為五重塔・第二層住戶木更所持有的弓。由於只有一隻箭而只能攻擊一次。 棺材：生命力變成零時會變成棺材，是個相當重的箱子。 馬車：由第1話義彥所騎的馬拉動的車子，可以收納各種物品。 | 大利己咒             | 2.7%   |
| 八                                                               | 2011年8月26日 | 賢者之鎧：能反擊炎系咒文的傳說盔甲。在秋葉村中被藍色獨眼巨人搶走。 蹦奇的傘：蹦奇專用的洋傘。 | 校正 甜點            | 3.5%   |
| 九                                                               | 2011年9月2日  | 命運戒指：能夠獲得不老不死力量的戒指，原本存放於妖精之村，卻被惡魔神官偷走。 神官的TKG：山神神官愛吃的食物「雞蛋飯」。 | 超級寒冰咒 甜點      | 3.7%   |
| 十                                                               | 2011年9月9日  | 魔法絨毯：能在空中自在飛行的絨毯，雖然外形像是廁所的地毯，不過大到可以載四個人。 哈羅哈羅鳥：住在南邊山上的鳥。實際上是鸚鵡。 迷幻香菜：在東邊山上開的夢幻之花。 鹽飯團：由義彥所作，可以化解阿久頑固的內心的飯團。                        | 校正                 | 3.3%   |
| 十一                                                             | 2011年9月16日 | 魔王之街旅遊指南：介紹關於魔王之街的美食和流行事物的書。 探知機：義彥從佛祖那邊得到的小型機器。可以知道同伴的所在地。長得很像智慧手機。 | 熱飯菜               | 3.0%   |
| 十二                                                             | 2011年9月23日 | 勇者之劍：能夠切開魔王身體的唯一武器。為傳說的勇者洛德介所有。。 對魔王用的裝備：為到目前為止所收集到能夠防禦魔王攻擊的裝備。當全部裝上去時，會像是某個遊戲軟體的主角女武神。                                                              | 熱飯菜 超級寒冰咒    | 3.7%   |
| 平均收視率 3.05%（收視率來自關東地區・由Video Research公司調查） |               | |                      |        |

## 工作人員
- 劇本、導演：福田雄一
- 音樂：瀨川英史
- 怪物製作：Bravo company
- 片頭標題：本郷伸明
- 片尾標題：及川勝仁
- 外景協助：庄内電影村
- 音響效果：MiracleSpark
- 技術協力：八峯電視台、Cinema Sound Works
- 後製：L'ESPACE VISION
- 首席製作人：岡部紳二（東京電視台）
- 製作人：淺野太（東京電視台）、武藤大司、手塚公一、松本彩夏
- 聯合製作人：波多野健
- 演員、製作協助：松村謙三
- 助理製作人：中井和秀（東京電視台）、本間隆平
- 製作：東京電視台、電通
- 製作協力：EAST ENTERTAINMENT
- 製作、出品：「勇者義彥和魔王之城」製作委員會

## 主題曲
- 片頭曲
  - 大和美姬丸（mihimaru GT）「進化★革命（エボ ★ レボリューション）」
- 片尾曲
  - TEE「愛し続けるから」

## 其他
- 播放開始前，就在GyaO中進行限定4,415人限定網路試映會。
- 福田雄一在週刊現代連載的「妻の目を盗んでテレビかよ」第90回中，說出如何邀請山田孝之演出的經過。

由於本作是史無前例的冒險劇，而且是在評價與收視率都比其他台電視劇還低的東京電視台，甚至還是在深夜時段播放，所以讓他從2011年初開始企画時，就難以敲定主演的演員。福田想到如果能讓山田覺得演出很有趣的話就能解決這些問題，不過他也一直有「不曉得會不會答應演出」的煩惱。最後抱著「就算不行也沒關係」的心情，很犯規地不透過事務所而是直接向山田本人傳簡訊拜託他；約1分鐘後，山田回覆說「這部的確是我想拍的戲，因為我沒有去電視台詢問細節的時間。所以請告訴我詳細狀況」而爽快答應。之後就連事務所也很同意這件事。
- 由於是充滿對勇者鬥惡龍戲仿的冒險劇，所以很怕勇鬥的發行商史克威爾艾尼克斯不會同意；因此為了得到許可，以福田為首的工作人員去洽詢時，主演的山田也一起跟著向他們說明作品的意圖。
- 2011年8月5日，在第5話播放的同時，在新宿LOFT/PLUS ONE上進行的官方見面會的實況也由USTREAM及NICONICO動畫負責。以導演福田雄一為首，與山田孝之、室剛、第4話飾演河童的尾関高文、第5話中扮演會動的佛像的太田恭輔以及史克威爾艾尼克斯職員都一起參加這次的活動，讓活動氣氛因此更加熱烈。
- 官方見面會中，福田表明自己就是最初寫第5話劇本的人。另外會中也表示DVD-BOX預計在2011年11月25日發售的消息；不過之前這個情報早就已經公開了。
- 本作中出現的史萊姆以及用紙箱製的怪物們，都是由屬於導演福田雄一擔任團長的劇團「ブラボーカンパニー」並在本作品中擔任配角的劇團演員們在拍戲空檔時作出來的道具。
- 第12話（最終話）中所使用的「勇者之劍」是向史克威爾艾尼克斯所有的“真正複製品”借用過來，並且在官方推特上發表這項訊息。
- 隨著DVD一起發售的2011年12月3日也決定進行談話活動。參加者則是能得到非賣品的海報。
- 2011年10月2日決定在BS JAPAN以BS數位放送進行播放。[11]
- 2011年11月，在第70屆日劇學院賞中，本作得到最優秀作品賞第三名。主演的演員山田孝之也得到主演男優賞第三名。

## 備注
1. ↑  .   [2012-08-15]. （原始内容存档于2020-09-27）.
2. ↑  . サンスポ. 2011-05-16  [2011-05-16]. （原始内容存档于2011-09-20）.
3. ↑  在本作的官網中皆刻意隱瞞史克威爾艾尼克斯是此劇協助製作單位的事實，就算第一話中出現史萊姆的情節也沒有特意公開。
4. ↑  . テレビドガッチ. 2011-07-25  [2011-09-14]. （原始内容存档于2011-10-16）.
5. ↑  節目官方的Twitter的話 （页面存档备份，存于） - 2011年7月30日
6. 1 2  . 太田恭輔のもうちょっと一服！（太田恭輔部落格）. 2011-08-06  [2011-08-22]. （原始内容存档于2016-10-18）.
7. ↑  . 鎌倉太郎的Ｂ計畫（鎌倉太郎部落格）. 2011-08-20  [2011-08-20]. （原始内容存档于2016-03-04）.
8. ↑  . 野村啓介のノムケブラーダ. 2011-08-27  [2011-09-01]. （原始内容存档于2016-03-05）.
9. ↑  . 猪塚健太BLOG『らでゅブロ☆』. 2011-08-27  [2011-08-28]. （原始内容存档于2020-09-17）.
10. ↑  . 野村啓介のノムケブラーダ. 2011-09-03  [2011-09-30]. （原始内容存档于2016-10-18）.
11. ↑  .   [2016-10-12]. （原始内容存档于2016-03-04）.

## 外部連結
- 官方網站 （页面存档备份，存于）
- 勇者義彥和魔王之城官方「秘藏製作花絮」 （页面存档备份，存于）
- 電視劇24 勇者義彥和魔王之城的Facebook專頁
- 勇者義彥和魔王之城的X（前Twitter）
- wii之間・節目介紹[永久]-wii之間

| 東京電視台 電視劇24               | 東京電視台 電視劇24                      | 東京電視台 電視劇24              |
| --------------------------------- | ---------------------------------------- | -------------------------------- |
|                                   | 勇者義彥與魔王之城 （2011.7.8 - 9.23）   |                                  |
| 馬路須加學園2 （2011.4.15 - 7.1） | 摔角妖精宮殿 （2011.10.7 - 12.23）       |                                  |
| BS JAPAN 星期日23:30-24:05        |                                          |                                  |
| 桃花期 （2011.7.3 - 9.18）        | 勇者義彥與魔王之城 （2011.10.2 - 12.18） | 摔角妖精宮殿 （2012.1.8 - 3.25） |

| 臺灣 WakuWaku Japan 星期五 21:00 - 21:40   | 臺灣 WakuWaku Japan 星期五 21:00 - 21:40  | 臺灣 WakuWaku Japan 星期五 21:00 - 21:40 |
| ------------------------------------------ | ----------------------------------------- | ---------------------------------------- |
|                                            | 勇者義彥與魔王城 （2016.12.2－2017.2.17） |                                          |
| 首相閣下的料理人 （2016.10.7－2016.11.25） | 推理要在晚餐後 特別篇 （2017.2.24）       |                                          |